# Калайджии
Калайджии (болг. Калайджии) — село в Болгарии. Находится в Великотырновской области, входит в общину Златарица. Население составляет 155 человек.

## Политическая ситуация
В местном кметстве Калайджии, в состав которого входит Калайджии, должность кмета (старосты) исполняет Бисер Алдинов Чинов (Движение за права и свободы (ДПС)) по результатам выборов.
Кмет (мэр) общины Златарица — Пенчо Василев Чанев (коалиция в составе 3 партий: Национальное движение «Симеон Второй» (НДСВ), ВМРО — Болгарское национальное движение, Союз демократических сил (СДС)) по результатам выборов.